# Jürgen Mackert
Jürgen Mackert (* 1962) ist ein deutscher Soziologe. Er ist Professor an der Universität Potsdam.

## Leben
Mackert studierte Soziologie an der Ruprecht-Karls-Universität Heidelberg, der Freien Universität Berlin und der Universität Frankfurt am Main (Diplom 1994). Danach ging er als Stipendiat ans Europäische Hochschulinstitut in Florenz (DAAD) und an die New York University (Fazit-Stiftung). 1998 wurde er an der Humboldt-Universität zu Berlin zum Dr. rer. soc. promoviert.
1999 wurde er wissenschaftlicher Mitarbeiter für Allgemeine Soziologie und Redakteur des Berliner Journals für Soziologie. Von 2004 bis 2005 vertrat er den Lehrstuhl für Strukturanalyse moderner Gesellschaften an der Universität Erfurt. 2005 folgte die Habilitation in Berlin. Von 2007 bis 2009 war er Gastprofessor für Politische Soziologie an der Berlin Graduate School of Social Sciences.
2009 wurde er an der Wirtschafts- und Sozialwissenschaftlichen Fakultät der Universität Potsdam zum Professor für Allgemeine Soziologie ernannt. Er war zudem stellvertretender Vorsitzender des Prüfungsausschusses des Masterstudiengangs Military Studies. Seine Forschungsschwerpunkte sind u. a. Migrationssoziologie, Politische Soziologie und Soziologische Theorie.
Er veröffentlichte als Autor und Herausgeber mehrere Bücher und verfasste Artikel in Fachzeitschriften und Sammelbänden.

## Schriften (Auswahl)

### Monografien
- Kampf um Zugehörigkeit. Nationale Staatsbürgerschaft als Modus sozialer Schließung. Westdeutscher Verlag, Opladen u. a. 1999, ISBN 3-531-13361-6. (zugl. Dissertation 1998)
- Ohnmächtiger Staat? Über die sozialen Mechanismen staatlichen Handelns. VS Verlag für Sozialwissenschaften, Wiesbaden 2006, ISBN 3-531-15044-8. (zugl. Habilitationsschrift)
- Staatsbürgerschaft. Eine Einführung. VS Verlag für Sozialwissenschaften, Wiesbaden 2006, ISBN 978-3-531-14626-3.
- mit Jochen Steinbicker: Zur Aktualität von Robert K. Merton. Springer VS, Wiesbaden 2013, ISBN 978-3-531-18417-3.

### Herausgeberschaften
- mit Ilan Pappe: Siedlerkolonialismus: Grundlagentexte des Paradigmas und aktuelle Analysen. Nomos Verlag, Frankfurt am Main, 2024, ISBN 978-3-8487-9011-1
- mit Hans-Peter Müller: Citizenship – Soziologie der Staatsbürgerschaft. Westdeutscher Verlag, Opladen u. a. 2000, ISBN 3-531-13369-1.
- Die Theorie sozialer Schließung. Tradition, Analysen, Perspektiven. VS Verlag für Sozialwissenschaften, Wiesbaden 2004, ISBN 3-8100-3970-5.
- mit Hans-Peter Müller: Moderne (Staats)Bürgerschaft. Nationale Staatsbürgerschaft und die Debatten der Citizenship Studies. VS Verlag für Sozialwissenschaften, Wiesbaden 2007, ISBN 978-3-531-14795-6.